# Staw Janów
Staw Janów (nazywany także stawem Janowskim) – pokopalniany staw we wschodniej części Katowic, na terenie dzielnicy Janów-Nikiszowiec, przy ulicy Cmentarnej. Swoją nazwę wziął od nazwy pobliskiej osady – Janowa. Powierzchnia stawu wynosi 2,13 ha i znajduje na obszarze bezodpływowym wewnątrz zlewni Boliny.
Staw stanowi cenne miejsce rozrodu płazów i z tego też powodu został on wskazany przez Regionalnego Dyrektora Ochrony Środowiska do objęcia ochroną. W sąsiedztwie stawu zlokalizowany jest cmentarz parafialny rzymskokatolickiej parafii św. Anny w Katowicach-Janowie.